# Movimento Giovanile Salesiano
Il Movimento Giovanile Salesiano (MGS) è il movimento che riunisce i gruppi e le associazioni che si riconoscono nella spiritualità e nell'impegno educativo salesiano.
L'MGS nasce negli anni '70 in Sicilia ed alcuni paesi del Sud America.
In Sicilia i giovani degli oratori salesiani decidono di incontrarsi per condividere le proprie esperienze salesiane e crescere e formarsi insieme nello stile di Don Bosco come uomini e donne, come laici impegnati e come educatori, dando vita a Catania, alla casa Auxilium sull'Etna nell'agosto 1975 al primo convegno regionale degli oratori di Sicilia, l'anno seguente a "La Plaja" di Catania si conia il MOGS (Movimento Giovanile Salesiano) che nel quinto convegno del 1978 diventerà MGS (Movimento Giovanile Salesiano) perché dopo i primi incontri cominciarono a partecipare anche giovani non solo degli oratori, ma di tutti gli ambienti educativi e delle associazioni dei Salesiani e delle Figlie di Maria Ausiliatrice.
Le idee luce che ancora oggi sono alla base del MGS vengono redatte a Palermo e prese in carico ufficialmente nel convegno tenutosi sempre a "La Plaja" nel 1980.
Nel 1988 in occasione dei festeggiamenti del centenario della morte di Don Bosco il Rettor maggiore don Viganò, durante un incontro di giovani provenienti da tutte le case salesiane del mondo, dichiarò ufficialmente che facevano parte del Movimento Giovanile Salesiano mondiale.
Le strutture del MGS nascono in Italia nel 1995, quando dopo un incontro a livello nazionale si prese coscienza di fare parte di un unico grande movimento. Dall'8 al 15 agosto 1995 presso il Colle Don Bosco si tenne un Confronto tra le diverse realtà presenti sul territorio italiano. Alcuni animatori di quell'incontro iniziarono a tessere una serie di rapporti che portò alla nascita della segreteria nazionale. Nel 1998 Massimo Selleri fu eletto primo segretario nazionale del movimento, affiancato da Marco Pappalardo, Italo Canaletti e Michela Picchi.I giovani, insieme ai Salesiani di Don Bosco e alle Figlie di Maria Ausiliatrice arrivarono a stilare il primo documento in cui venivano illustrati i principi su cui si fonda l'MGS. 
Fanno parte del MGS giovani e adulti, laici e consacrati che condividono la Spiritualità Giovanile Salesiana (SGS) che ha in Don Bosco il padre e maestro. È una realtà aperta a tutti i ragazzi e i giovani che, vivendo lo stile salesiano nella loro quotidianità e nell'esperienza comunitaria, si lasciano coinvolgere in un cammino educativo di formazione umana e cristiana, il quale sfocia in un impegno concreto di animazione e servizio di "giovani per i giovani".
La struttura, seppur minima, del movimento prevede un organo di assemblea nazionale (consulta nazionale) composto da un coordinatore nazionale (laico), un delegato dei Salesiani (consacrato), una delegata delle Figlie di Maria Ausiliatrice (consacrata) rappresentanti MGS regionali (laici) e rappresentanti delle associazioni civilistiche di stampo salesiano (Cinecircoli Giovanili Socioculturali, Polisportive Giovanili Salesiane (PGS), Salesiani Cooperatori (ASC), Volontarianto Internazionale Donne Educazione Sviluppo (VIDES), Volontariato Internazionale per lo Sviluppo (VIS), Turismo Giovanile Sociale (TGS).
Il MGS promuove:
- l'educazione dei giovani;
- la formazione degli animatori attraverso congressi e convegni anche a livello mondiale;
- progetti di sviluppo per le comunità di giovani in difficoltà (sia italiane sia estere).

MOVIMENTO: perché l'appartenenza dei giovani che si riconoscono nello spirito di don Bosco non è dettata da una "tessera". La singola persona appartiene ad un gruppo o ad un'associazione, gruppi ed associazioni si riferiscono alla SGS e, di conseguenza, si riconoscono appartenenti al MGS.
GIOVANILE:non solo perché è formato da ragazzi, ragazze, e giovani, ma soprattutto per lo stile e per la modalità di animazione e di coinvolgimento che lo caratterizzano. "Amate ciò che amano i giovani, affinché i giovani amino ciò che amate voi", questo è l'insegnamento di don Bosco che ci guida nell'essere giovani per i giovani.
SALESIANO: perché prende l'origine dall'esperienza di don Bosco e madre Mazzarello portando i giovani a vivere la Spiritualità Giovanile Salesiana. I Salesiani, le Figlie di Maria Ausiliatrice e gli altri membri della Famiglia Salesiana li aiutano a crescere nel quotidiano, affiancandoli e condividendo quel cammino che ha come meta la santità.